# روبي روسو
روبي روسو (بالإنجليزية: Robbie Russo)‏ هو لاعب هوكي الجليد أمريكي، ولد في 15 فبراير 1993 في وست مونت في الولايات المتحدة.

## وصلات خارجية
- روبي روسو على موقع دوري الهوكي الوطني (الإنجليزية)
- روبي روسو على موقع EliteProspects.com (الإنجليزية)
- روبي روسو على موقع HockeyDB.com (الإنجليزية)
- روبي روسو على موقع Hockey-Reference.com (الإنجليزية)